# Salesio Pegrassi
Salesio Pegrassi (Verona, 12 novembre 1812 – 6 dicembre 1879) è stato uno scultore italiano.

## Biografia
Nacque da una famiglia umile. Completò un gran numero di bassorilievi, monumenti funebri, statuette e altre opere decorative. I suoi rilievi in pietra di animali, uccelli e piante erano molto apprezzati.
Inizialmente fu apprendista presso il pittore Giovanni Caliari, successivamente studiò all'Accademia di Belle Arti di Verona. Una delle sue prime incisioni fu una Deposizione dalla Croce su un altare in una chiesa di Legnago. Ottenne numerosi incarichi dall'estero, compreso il patrocinio di William John Bankes. Scolpisce una Vergine Maria per la facciata della chiesa di Oppeano, e un angelo per la chiesa di Valeggio sul Mincio.
Abbandonò brevemente la sua fede cattolica per la fede evangelica. Il suo necrologio suggerisce che la noia e la mancanza di fama e fortuna lo portarono a tentare il suicidio il 31 dicembre 1877 saltando davanti a un treno. Sopravvisse e tornò al lavoro, anche se i suoi ultimi due anni furono accompagnati da dolore fisico. Ebbe molti allievi nella natia Verona.